# GCSE
GCSE (Chứng chỉ giáo dục phổ thông trung học) là một bằng cấp học thuật được cấp tại Vương quốc Anh, Wales và Bắc Ireland. Các trường công lập tại Scotland sử dụng Chứng chỉ trình độ tiếng Scotland. Các trường tư ở Scotland có thể chọn.
Mỗi bằng cấp của GCSE được cung cấp trong mỗi môn học. Chính phủ đã lập ra một danh sách các môn học ưa thích được gọi là Bằng tú tài tiếng Anh và số liệu Tiến trình 8 được tính dựa trên kết quả trong tám môn thi GCSE bao gồm Toán và tiếng Anh.
Các học phần cho các kỳ thi GCSE diễn ra trong khoảng thời gian hai hoặc ba năm học (tùy thuộc vào môn học, trường học và hội đồng thi), bắt đầu từ Lớp 9 hoặc Lớp 10 cho phần lớn học sinh, với các kỳ thi đang diễn ra vào cuối Lớp 11 ở Anh và xứ Wales.

## Lịch sử

### Giới thiệu GCSE
Các bài thi GCSE được giới thiệu vào năm 1988  để tạo dựng một bằng cấp quốc gia cho những người quyết định rời trường ở tuổi 16, mà không theo đuổi nghiên cứu học thuật tiếp theo đối với các bằng cấp như A-Levels hoặc bằng đại học. Họ đã thay thế các bằng cấp CSE và O-Level trước đây, hợp nhất hai bằng cấp này để cho phép truy cập vào toàn bộ các lớp cho nhiều học sinh hơn. Tuy nhiên, bài thi đôi khi có một lựa chọn các câu hỏi được thiết kế cho các thí sinh có khả năng hơn và ít khả năng hơn.
Sau khi được giới thiệu, các GCSE đã được xếp loại theo thang chữ cái, từ A đến G, với điểm C được đặt gần tương đương với bằng O-Level Loại C hoặc CSE Loại 1, và do đó có thể đạt được khoảng 25% top đầu của từng nhóm tuổi.

### Thay đổi kể từ lần đầu ra mắt
Theo thời gian, phạm vi của các môn học được cung cấp, định dạng các kỳ thi, quy định, nội dung và chấm điểm của các kỳ thi GCSE đã thay đổi đáng kể. Nhiều môn học đã được thêm vào và thay đổi cùng nhiều môn học mới được cung cấp bằng các ngôn ngữ hiện đại, ngôn ngữ cổ đại, lĩnh vực dạy nghề và nghệ thuật biểu thị, cũng như các khóa học Công dân.

#### Giới thiệu điểm A*
Năm 1994, điểm A * được đưa vào đứng trên cả điểm A, để phân biệt rõ hơn việc đạt được cấp độ cao nhất của trình độ học vấn. Đây vẫn là điểm cao nhất có sẵn cho đến năm 2017. Học sinh nhỏ tuổi nhất đạt được điểm A* là Thomas Barnes, người đã đạt điểm A* trong Toán học GCSE khi 7 tuổi.

#### Cải cách những năm 2000
Từ năm 2005 đến 2010, một loạt các cải cách đã được thực hiện đối với các bằng cấp của GCSE, bao gồm tăng tính mô đun và thay đổi việc quản lý việc kiểm tra không qua kỳ thi.
Từ loạt đánh giá đầu tiên vào năm 2010, các bài đánh giá có kiểm soát đã thay thế các đồ án môn học trong nhiều môn học, đòi hỏi các điều kiện giống như kỳ thi khắt khe hơn đối với phần lớn công việc không được kiểm tra đánh giá, và giảm cơ hội giúp đỡ bên ngoài trong đồ án môn học.

#### Các cải cách những năm 2010
Dưới chính quyền bảo thủ của thủ tướng David Cameron,và Bộ trưởng Giáo dục Michael Gove, nhiều thay đổi đã được thực hiện đối với các chứng nhận GCSE được thực hiện ở Anh. Trước một loạt các cải cách, các thay đổi tạm thời đã được thực hiện đối với các chứng nhận hiện có, loại bỏ loạt bài kiểm tra tháng 1 như một lựa chọn trong hầu hết các môn học và yêu cầu 100% đánh giá trong các môn từ loạt bài kiểm tra 2014 được thực hiện vào cuối khóa học. Đây là tiền thân của những cải cách sau này.
Từ năm 2015, một chương trình cải cách quy mô lớn đã bắt đầu ở Anh, thay đổi tiêu chí chấm điểm và giáo trình cho hầu hết các môn học, cũng như định dạng các chứng nhận và hệ thống chấm điểm.
Theo chương trình mới, tất cả các môn học của GCSE đã được sửa đổi từ năm 2015 đến 2018 và tất cả các giải thưởng mới sẽ nằm trong kế hoạch mới vào mùa hè năm 2020. Các chứng nhận mới được thiết kế sao cho hầu hết các bài kiểm tra sẽ được thực hiện khi kết thúc khóa học đủ 2 năm, không có đánh giá mô-đun tạm thời, khóa học hoặc đánh giá có kiểm soát, trừ khi cần thiết (như các môn nghệ thuật). Một số môn học giữ lại việc làm đồ án trên nền tảng không có đánh giá, với việc hoàn thành một số thực nghiệm trong các môn khoa học được đưa ra trong các kỳ thi, và giáo viên báo cáo quá trình tham gia môn ngôn ngữ nói vào đối với các học phần GCSE tiếng Anh như một bản báo cáo riêng.